# أحمد يوسف داود
أحمد يوسف داود  (26 ديسمبر 1945) شاعر وروائي سوري. ولد في قرية نخلة قرب مدينة الدريكيش في محافظة طرطوس السوريّة. درس في دار المعلّمين في حمص وتخرّج بها، ثم انتسب إلى جامعة دمشق ودرس في قسم اللغة العربية، وتخرّج بإجازتها عام 1970. عمل مدرّسًا في عدد من مدارس سوريا، ثمّ في التلفزيون السوري مسؤولًا عن برامج الأطفال، ثمّ معاونًا لرئيس دائرة البرامج الثقافية، ثم عمل في الصحافة محررًا في مجلة الكفاح العربي اللبنانية. تقاعد في 2004. له دواوين شعرية عديدة وروايات وبحوث.

## سيرته
ولد أحمد يوسف داود في يوم 26 ديسمبر 1945/ 21 محرم 1365 في قرية تخلة التي كانت تتبع ناحية الدريكيش من قضاء صافيتا بمحافظة اللاذقية آنذاك.وفي الخامسة من عمره دخل الكُتّاب في قريته وحصل على الشهادة الابتدائية عام 1956 ثم تابع دراسته في المدرسة المتوسطة بالدريكيش وفي صفها الثاني كتب أولى قصائده وحصل بعد ذلك على شهادة الكفاءة وبعدها التحق بدار المعلمين في حمص وتخرج منها معلماً ابتدائياً عام 1963.

في حمص كتب الشعر ونشر بعض قصائد في مجلة الخمائل التي أصدرها محيي الدين الدرويش كما نشر فيها قصة قصيرة واحدة. وأجاد الرسم وكاد أن يتحول إلى ممارسته على يدي الفنان صبحي شعيب. واهتم بالموسيقا والغناء بتأثير ممدوح شلبي. وعرف المسرح وأحبه.

وقد درس أحمد يوسف داود عام 1964 منهاج الشهادة الثانوية وحصل عليها بعلامات جيدة أهلته للتسجيل بقسم اللغة العربية وآدابها في العام الدراسي التالي. وخلال دراسته هذه فاز عام 1967 بالجائزة الأولى في مهرجان شعراء الجامعة دمشق. 

نشر عام 1968 مسرحيته الشعرية الأولى سفرة جلجامش وفي 1969 أصدر ديوانه الأول تحت عنوان أغنية ثلج الذي حل محل عنوانه الأصلي البحث عن يقين وصدر عام 1970 مسرحيته الخطا التي تنحدر وسجل عضوا في الاتحاد الكتاب العرب في أول يوم من 1970.

تخرج من الجامعة في 1970 وعين مدرساً للأدب العربي في ثانويات محافظة طرطوس.. وفي عام 1979 انتقل من التدريس إلى الإعلام وعين رئيساً لشعبة الأطفال في التلفزيون السوري.

ودخصل أحمد داوود الصحافة وقد تنقل بين جريدتي تشرين والثورة السوريتين ومحررًا في مجلة الكفاح العربي البيروتية وبين الهيئة العامة للإذاعة والتلفزيون حتى تقاعد من الهيئة في نهاية عام 2005 كما تقاعد من اتحاد الكتاب العرب في العام نفسه.

يعيش منذ تقاعده في مسقط رأسه. كرمته محافظته طرطوس في ضمن فعاليات مهرجان عمريت الثقافي للعام 2019.

## مؤلفاته
من دواوينه الشعرية:
- أغنية ثلج، 1970
- حواريّة الزمن الأخير، 1972
- القيد البشري ، 1978
- قمر لعرس السوسنة، 1980
- أربعون الرماد ، 1989
- مهرجان الأقوال ، 1997
- ربما.. بعد أنْ! ، 2018
- طرق بلا عشاق، 2019

من رواياته:
- الغراب ، 1971
- السيف المرصود ، للأطفال، 1972
- حكاية من دمشق، للأطفال، 1975
- الخيول ، 1976
- الأوباش ، 1981
- تفاح الشيطان ، 1988
- فردوس الجنون (رواية) ، 1996

وله في النقد والدراسات:
- لغة الشعر، 1980
- أوراق مشاكسة، 2001
- سيرة المجاهد سعيد العاص، 1990
- الميراث العظيم: إعادة بناء المنجز الحضاري العربي منذ بدء التحضر حتى ظهور الإسلام، 1991
- رقصة الشيطان: البرنامج الصهيوني لنصف القرن القادم

وترجم بعض الكتب، منها:
- احذورا الصهيونية ، ليوري إيفانوف

وله أيضًا في المسرح:
- سفرة جلجامش، مسرحية شعرية، 1968
- الخطا التي تنحدر ، 1972
- مالكو يخترق تدمر ، 1980

## وصلات خارجية
- في موقع أرشيف المجلات